# 比斯坎國家公園
比斯坎國家公園（英語：Biscayne National Park）位於美國佛羅里達州南部，面積699.99平方公里，其中95%屬水域。公園從比斯坎島以南延伸至大礁島以北，包含佛羅里達礁島群部分小島，保護了比斯坎灣及其近海堡礁。艾略特島是園內最大的島嶼，由珊瑚石灰岩形成。公園包含四個截然不同的生態系統，同時擁佛羅里達州東海岸最長的紅樹林生態系統。園內棲息着數以百計的鳥類、魚類、哺乳動物和爬行動物，當中包括多種瀕危物種，例如美洲鱷、北大西洋露脊鯨、阿里斯鳳蝶。
人類出沒在南佛羅里達的歷史可以追溯到一萬年前。格萊德文化結束後，德貴斯塔人佔據了比斯坎灣的海岸。直至19世紀初，邁亞密地區才迎來首批永久定居於此的歐洲移民。19世紀後期起，陸續有居民遷入比斯坎灣的島嶼，並在島上開墾土地種植農作物。20世紀初，這些島嶼成為富人的消遣地。20世紀中期，地方和國家在保護比斯坎灣一帶的呼聲日益高漲，但艾略特島居民卻破壞當地森林，試圖令計畫胎死腹中。1968年，總統林登·约翰逊宣告成立比斯坎國家紀念區。1980年，紀念區升格為國家公園，其面積亦得到擴張。
公園絕大部分地方只能通過私人或特許船隻到達，唯一的遊客中心設於康沃伊角，該處同時是所有陸上休閒活動的樞紐。遊客可於園內進行划艇、滑浪風帆、釣魚、水肺潛水、浮潛、觀鳥等活動。另外，公園設有由多艘沉船和福伊礁燈塔組成的海事遺產步道，它更是國家公園管理局系統中唯一一條水下考古步道。

## 地理

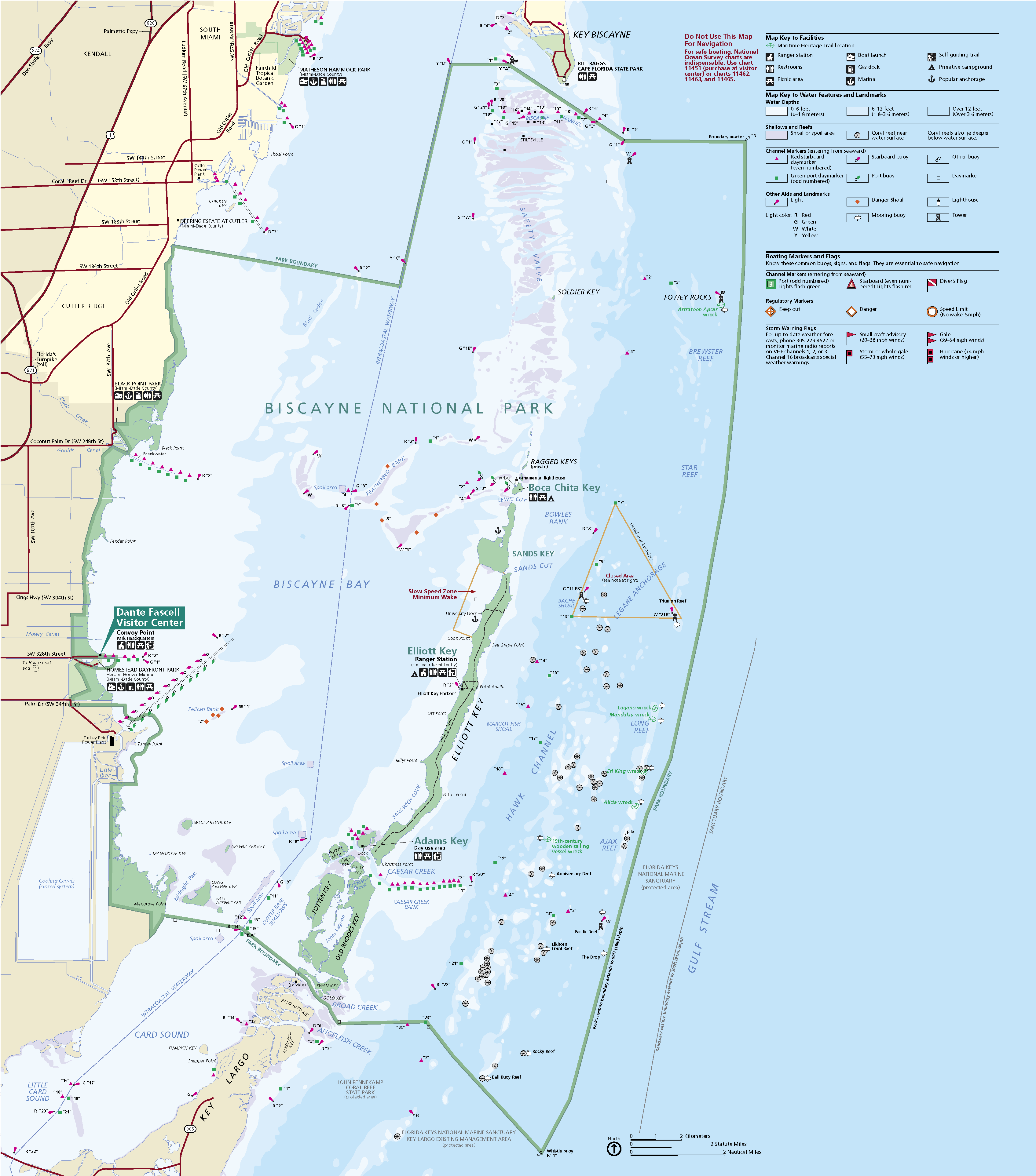
公園地圖

比斯坎國家公園位於美國佛羅里達州東南部的迈阿密-戴德县，佔地699.99平方（172,971英畝）。公園從比斯坎島以南延伸至大礁島以北，包含索爾哲島、破舊群島、桑茲島、艾略特島、托頓島、老羅德島，以及一些位於佛羅里達礁島群最北端的小島。在公園邊界以北的比斯坎島和破舊群島之間，有一處被稱作「安全閥」（Safety Valve）的沙坪，它是島鏈中的寬闊淺口，可讓風暴潮帶來的海水在熱帶風暴過後流出海灣。公園東部邊界是佛羅里達珊瑚礁，該處水深只有18（10英尋）。公園西部邊界是大陸的邊緣地帶，在卡特勒灣和紅樹林角（Mangrove Point）之間向內陸延伸幾百米。公園西南邊界則毗鄰土耳其角核電站及其冷卻管道系統。若然遊客想從美國本土直接前往公園，只能經由公園總部附近的但納特法賽爾遊客中心（Dante Fascell Visitor Center）。
比斯坎灣南部自大陸和艾略特島之間延伸，並被沿海水道貫穿。公園東側和南側毗鄰佛羅里達礁島群國家海洋保護區，南側相接約翰彭尼坎普珊瑚礁州立公園。公園有95%的面積屬水域，陸地面積只有36.73平方（9,075英畝），其中離岸礁島佔17.2平方（4,250英畝），餘下的19.53平方（4,825英畝）則是大陸紅樹林沼澤。作為佛罗里达大沼泽地生態系統的延伸，比斯坎國家公園大部分區域起初被提議納入大沼澤地國家公園，但為了在1947年取得建立大沼澤地國家公園的共識，提議最終被排除。

### 地質
比斯坎灣標誌著大西洋堰洲島的最南端，以比斯坎島為代表，而佛羅里達礁島群的最北端則是艾略特島。礁島與堰洲島的分別在於，珊瑚石灰岩會在薄薄的表土下延伸至礁島表面，堰洲島則是沙子經波浪作用逐漸堆積而成，並覆蓋了大部分的石灰岩。比斯坎灣位於西部的鮞粒邁阿密石灰岩低山脊之間，形成卡特勒脊（Cutler Ridge），而以珊瑚為基礎的大礁島石灰岩則位於艾略特島及其他南部礁島下面。邁阿密石灰岩沉積在水流湍急的潟湖水域。大礁島石灰岩屬於珊瑚礁化石，形成於大約7.5萬至12.5萬年前的桑加蒙間冰期。邁阿密組在淡水加強和黏緊潟湖沉積物的冰河時期才形成現在的形態。大礁島石灰岩是由石珊瑚形成的粗石，厚度在21—61（69—200英尺）之間。由於它們源於珊瑚礁，因此艾略特島和老羅德島的海灘都是岩石，只有桑茲島的海灘是由沙子組成。

### 水文

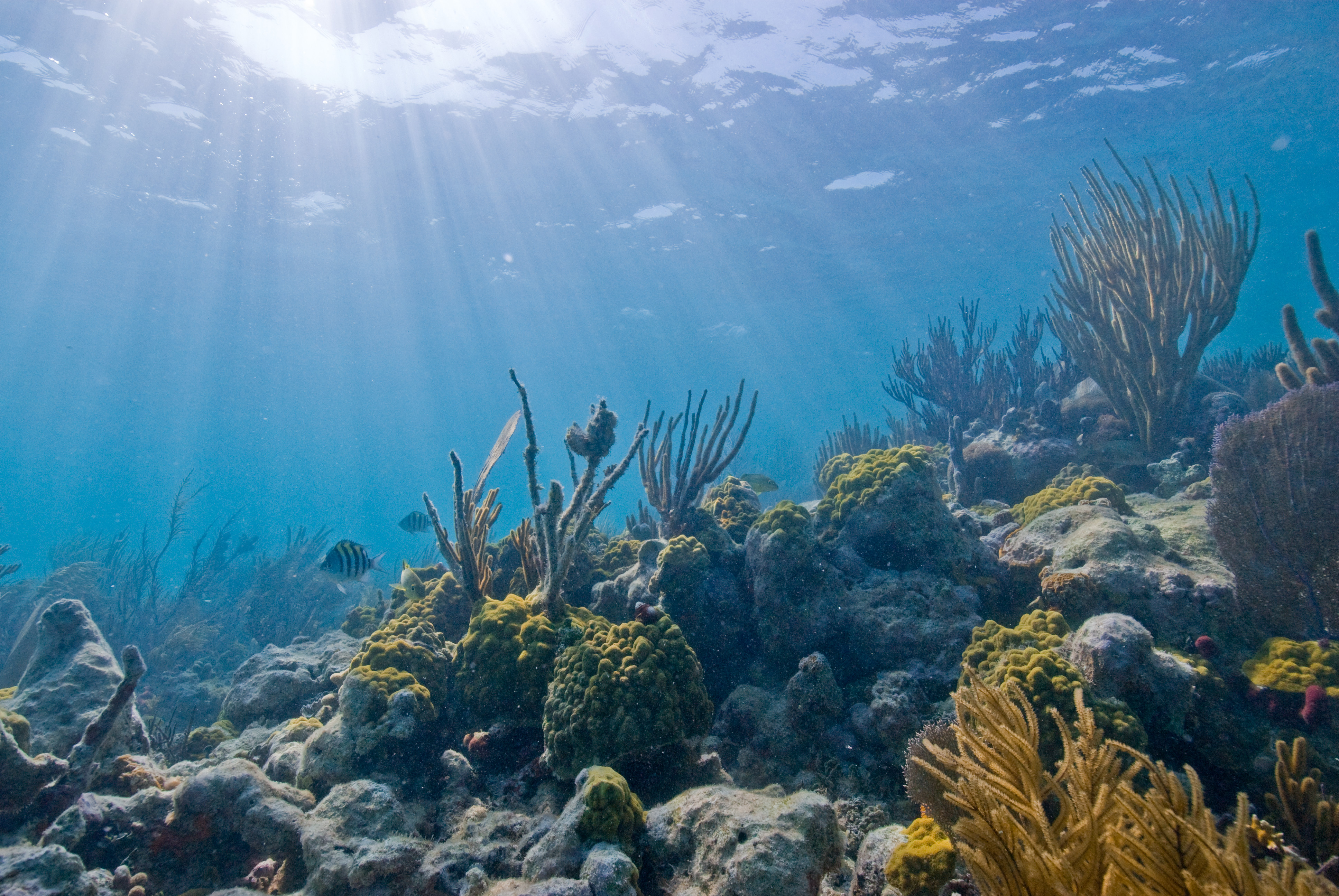
公園水下景觀

比斯坎灣是個半封閉的淺潟湖，平均深度為3.0（10英尺），邊緣與大陸和礁島群接壤，且被紅樹林環繞覆蓋。公園亦包含比斯坎灣南部水域，該區有處被稱為「硬底」（Hardbottom）薄沉積物區域，以及長著兩種海草（和）的海草草甸。
20世紀早期和中期，人類為了控制佛羅里達州的水資源和排乾大沼澤地，而在區內建設運河，結果改變了進入比斯坎灣的水流。這些運河將現時用於東南部沼澤地的農業用水引入海灣。在修建運河之前，流入比斯坎灣的淡水主要是雨水和地下水；但是，現時運河正在改變海灣的鹽度分佈，在輸送沉積物和污染物的同時，亦引致鹹水入侵比斯坎含水層。2000年，美國國會制定了大沼澤地綜合恢復計劃（CERP），希望減輕人為干預對大沼澤地自然水流的影響。項目旨在恢復歷史上進入大沼澤地國家公園的水流模式，還會處理從大沼澤地南部向比斯坎灣引水所產生的問題。比斯坎灣沿海濕地項目（Biscayne Bay Coastal Wetlands Project）是CERP其中一環，專門用於重新分配水流，以便淡水通過小溪和沼澤逐漸流入比斯坎灣，而非透過排水系統在短時間內大量排放。

## 氣候

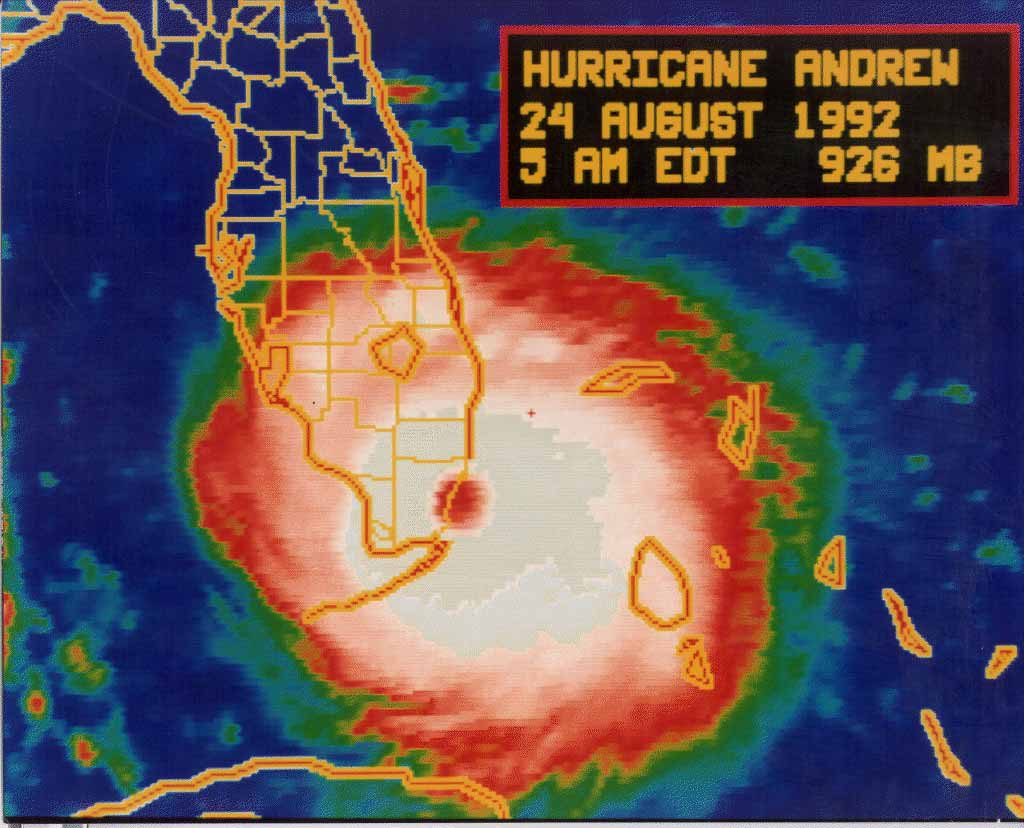
1992年颶風安德魯登陸比斯坎灣

根據柯本氣候分類法，比斯坎國家公園屬於熱帶乾濕季氣候。公園有着明顯的乾季與濕季，全年氣溫高，年平均氣溫約24℃。夏季（雨季）約在5月至10月，天氣炎熱潮濕，平均氣溫在25℃至28℃之間。冬季（旱季）約在11月至4月，天氣溫暖乾燥，平均氣溫在20℃至24℃之間。
公園的降水集中在夏季，年平均降水量為1,309毫米。公園時常出現伴隨大量閃電的雷暴，零星雷暴則常見於夏季。大西洋颶風季始於6月1日，終於11月30日，此時區內天氣不太穩定，更有可能遭颶風直接吹襲。值得一提的是，颶風安德魯在1992年8月24日直接穿過公園，登陸邁阿密南部，此時其最大持續風速為227每小時（141英里每小時），陣風達到272每小時（169英里每小時）。2002年，國家公園管理局在但納特法賽爾遊客中心豎立牌匾，紀念颶風造成的破壞。銘文部分內容如下：
1992年8月24日星期一，凌晨4點30分，颶風安德魯的風眼壁越過此地，然後吹襲霍姆斯特德和邁阿密-戴德縣南部。
| 艾略特島護林站氣象數據（平均和極端數據自1991年統計至2021年） | 艾略特島護林站氣象數據（平均和極端數據自1991年統計至2021年） | 艾略特島護林站氣象數據（平均和極端數據自1991年統計至2021年） | 艾略特島護林站氣象數據（平均和極端數據自1991年統計至2021年） | 艾略特島護林站氣象數據（平均和極端數據自1991年統計至2021年） | 艾略特島護林站氣象數據（平均和極端數據自1991年統計至2021年） | 艾略特島護林站氣象數據（平均和極端數據自1991年統計至2021年） | 艾略特島護林站氣象數據（平均和極端數據自1991年統計至2021年） | 艾略特島護林站氣象數據（平均和極端數據自1991年統計至2021年） | 艾略特島護林站氣象數據（平均和極端數據自1991年統計至2021年） | 艾略特島護林站氣象數據（平均和極端數據自1991年統計至2021年） | 艾略特島護林站氣象數據（平均和極端數據自1991年統計至2021年） | 艾略特島護林站氣象數據（平均和極端數據自1991年統計至2021年） | 艾略特島護林站氣象數據（平均和極端數據自1991年統計至2021年） |
| 月份                                                         | 1月                                                          | 2月                                                          | 3月                                                          | 4月                                                          | 5月                                                          | 6月                                                          | 7月                                                          | 8月                                                          | 9月                                                          | 10月                                                         | 11月                                                         | 12月                                                         | 全年                                                         |
| ------------------------------------------------------------ | ------------------------------------------------------------ | ------------------------------------------------------------ | ------------------------------------------------------------ | ------------------------------------------------------------ | ------------------------------------------------------------ | ------------------------------------------------------------ | ------------------------------------------------------------ | ------------------------------------------------------------ | ------------------------------------------------------------ | ------------------------------------------------------------ | ------------------------------------------------------------ | ------------------------------------------------------------ | ------------------------------------------------------------ |
| 历史最高温 °C（°F）                                          | 25.6 (78.1)                                                  | 27.4 (81.3)                                                  | 28.6 (83.5)                                                  | 30.3 (86.5)                                                  | 30.3 (86.5)                                                  | 32.1 (89.8)                                                  | 32.7 (90.9)                                                  | 32.2 (90.0)                                                  | 31.3 (88.3)                                                  | 30.7 (87.3)                                                  | 28.8 (83.8)                                                  | 27.0 (80.6)                                                  | 32.7 (90.9)                                                  |
| 平均高温 °C（°F）                                            | 23.7 (74.7)                                                  | 24.6 (76.3)                                                  | 25.4 (77.7)                                                  | 26.8 (80.2)                                                  | 28.3 (82.9)                                                  | 30.0 (86.0)                                                  | 30.8 (87.4)                                                  | 31.1 (88.0)                                                  | 30.4 (86.7)                                                  | 28.8 (83.8)                                                  | 26.5 (79.7)                                                  | 24.8 (76.6)                                                  | 27.6 (81.7)                                                  |
| 日均气温 °C（°F）                                            | 20.3 (68.5)                                                  | 21.3 (70.3)                                                  | 22.3 (72.1)                                                  | 24.1 (75.4)                                                  | 25.9 (78.6)                                                  | 27.7 (81.9)                                                  | 28.5 (83.3)                                                  | 28.7 (83.7)                                                  | 28.1 (82.6)                                                  | 26.5 (79.7)                                                  | 23.8 (74.8)                                                  | 21.9 (71.4)                                                  | 24.9 (76.9)                                                  |
| 平均低温 °C（°F）                                            | 16.9 (62.4)                                                  | 18.0 (64.4)                                                  | 19.3 (66.7)                                                  | 21.4 (70.5)                                                  | 23.5 (74.3)                                                  | 25.4 (77.7)                                                  | 26.1 (79.0)                                                  | 26.4 (79.5)                                                  | 25.9 (78.6)                                                  | 24.2 (75.6)                                                  | 21.1 (70.0)                                                  | 18.9 (66.0)                                                  | 22.3 (72.1)                                                  |
| 历史最低温 °C（°F）                                          | 12.6 (54.7)                                                  | 13.2 (55.8)                                                  | 15 (59)                                                      | 18.7 (65.7)                                                  | 21.3 (70.3)                                                  | 24.2 (75.6)                                                  | 25.2 (77.4)                                                  | 25.6 (78.1)                                                  | 24.8 (76.6)                                                  | 22.7 (72.9)                                                  | 18.3 (64.9)                                                  | 11.8 (53.2)                                                  | 11.8 (53.2)                                                  |
| 平均降水量 mm（）                                            | 49.2 (1.94)                                                  | 48.7 (1.92)                                                  | 50.4 (1.98)                                                  | 74.5 (2.93)                                                  | 122.6 (4.83)                                                 | 196.3 (7.73)                                                 | 135.1 (5.32)                                                 | 164.6 (6.48)                                                 | 187.1 (7.37)                                                 | 150.2 (5.91)                                                 | 72.6 (2.86)                                                  | 57.7 (2.27)                                                  | 1,309 (51.54)                                                |
| 来源：PRISM Climate Group                                    |                                                              |                                                              |                                                              |                                                              |                                                              |                                                              |                                                              |                                                              |                                                              |                                                              |                                                              |                                                              |                                                              |

## 歷史

### 美國原住民定居

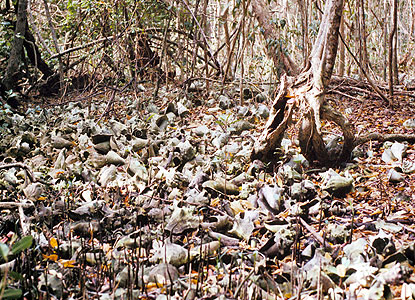
美國原住民留下的大堆海螺和蛾螺殻

根據考古證據，美國原住民早在1萬年前便已出沒於佛羅里達州南部，當時海平面較低，比斯坎灣仍未被海水覆蓋。該處水位大約於4000年前開始上升，並淹沒了海灣。考古學家認為，那個時代人們所留下的任何痕跡現時都被淹沒，園內旱地上也沒有任何痕跡存在。卡特勒化石遺址位處公園西邊，曾出土動物骨頭和人類手工藝品，相關證據至少可以追溯至1萬年前。人類在比斯坎灣生活的最早證據可追溯到距今約2500年前，當時有成堆的海螺和蛾螺殻，而這些都是格萊德文化留下的。格萊德文化結束後，德貴斯塔人佔據了比斯坎灣的海岸。德貴斯塔人習慣定居一地，他們以魚類和其他海洋生物為食，沒有明顯的農業活動。桑茲島上的一處遺址曾出土陶片、加工過的貝殼和其他人工製品，表明他們的居住時間最晚從公元1000年到1650年左右，即與歐洲人接觸之後。現時園內已發現了50個重要考古遺址。

### 白人探索
西班牙探險家胡安·龐塞·德萊昂於1513年探索這片地區，發現了佛羅里達礁島群，又在大陸遇到德貴斯塔人。其他西班牙探險家在16世紀後期抵達，佛羅里達後來亦成為西班牙的殖民地。當時西班牙政府重新安置德貴斯塔人至礁島群上，減少了佛羅里達南部的大陸人口。龐塞·德萊昂以德貴斯塔人的名字將海灣稱為，但後來在西班牙總督佩德羅·梅嫩德斯·德·阿維萊斯執政期間，海灣被更名為。至於海灣的現時稱謂則源於一位名為比斯凱諾「／」的巴斯克族水手，他曾在該區居住一段時間，又或者是普遍地暗指西班牙北邊的比斯開灣。
西班牙珍寶船隊經常駛經礁島群，亦時常遭颶風吹倒。根據資料，公園內有44處記錄在案的沉船，沉沒時間從16世紀到20世紀不等，另至少有兩艘18世紀的西班牙船隻在園區失事。傳聞西班牙的加利恩帆船「人民聖母號」（Nuestra Señora del Populo）於1733年在公園水域失事，但尚未發現遺址。1748年，英國皇家海軍福伊號巡防艦在現稱萊加雷安克雷奇（Legare Anchorage）的海域失事，該處與桑茲島和艾略特島有一段距離。在美國國家公園管理局的探尋下，福伊號於1975年重見天日，隨之而來的是一宗關於沉船所有權的訴訟，最終法院認為相關沉船屬於考古遺址，不適用於海事打撈，而這判決亦構成了美國在保護具歷史價值沉船方面的重要案例。1984年，美國內政部把公園內43艘沉船以「近海珊瑚礁考古區」的名義收錄至《國家史蹟名錄》，該區沿比斯坎國家公園礁島群的海邊延伸48（30英里）。在18世紀，艾略特島曾經是兩幫海盜的著名基地，他們均被稱為「黑凱撒」，後世把流經艾略特島和老羅德島之間的小溪以此為名，是為黑凱撒溪（Caesar's Creek）。

### 聚落建設與土地利用
直至19世紀初，邁阿密地區才迎來首批永久定居於此的歐洲移民。位於艾略特島的小農場是首批設於比斯坎灣周圍的聚落，主要種植墨西哥萊檬和菠蘿等農作物。美國畫家約翰·詹姆斯·奧杜邦曾於1832年到訪艾略特島。1849年，隸屬美軍的羅伯特·E·李上校調查了比斯坎灣周邊地區的潛在防禦工事。1865年南北戰爭結束時，許多南方邦聯軍人在試圖逃往古巴時途經該區。美國前副總統、後擔任南方邦聯將軍及戰爭部長的約翰·C·布雷肯里奇亦在前往古巴期間，短暫停留比斯坎灣並度過兩個夜晚。公園範圍鮮有人定居；直至1897年，才有非裔美籍房地產經理以色列·拉法葉·瓊斯（Israel Lafayette Jones）以300美元購入波吉島。翌年，瓊斯又買下毗鄰的老羅德島，舉家遷往島上，並開墾土地種植墨西哥萊檬和菠蘿。1911年，瓊斯以每英畝1美元的價格買下佔地86公頃（212英畝）的托頓島，該島曾被用作菠蘿種植園。1925年，瓊斯以25萬美元出售該島。在瓊斯離世前，他家的種植園一度是佛羅里達州東海岸最大的墨西哥萊檬產地之一。
卡爾·G·費雪負責邁阿密海灘大部分開發工作，他在1916年購買前稱可可羅布島（Cocolobo Key）的亞當斯島，並在1922年建造了可可羅布礁俱樂部。俱樂部樓高兩層，擁有十間客房、一間餐廳、一間獨立的休閒小屋。俱樂部贊助人包括沃伦·盖玛利尔·哈定、阿爾伯特·福爾、托馬斯·科爾曼·杜邦、哈維·塞繆爾·費爾斯通、杰克·登普西、查爾斯·富蘭克林·凱特林、威爾·羅傑斯、弗蘭克·塞伯林。另一邊廂，墨西哥萊檬生產商之間的競爭導致瓊斯種植園出現利潤下降，這使瓊斯兒子蘭斯洛特和亞瑟不得不退出種植事業，而在1938年一系列毀滅性的颶風過後，他們更成為可可羅布礁俱樂部的全職釣魚指導員。俱樂部曾因1929年華爾街股災而走下坡，費雪亦損失慘重，但幸於1934年得到加菲爾德·伍德幫助而復興。在1940至1950年代，瓊斯兄弟曾經指導不少名人客戶，例如约翰·肯尼迪、赫伯特·胡佛、林登·约翰逊、理查德·尼克松、赫爾曼·塔爾梅奇、喬治·斯馬瑟斯。兩兄弟還向俱樂部提供鮮魚、龍蝦、螃蟹等海產。兩人在1960年代是第二大地主，也是比斯坎灣下游唯二永久居民。1954年，伍德把俱樂部售予以邁阿密銀行家查爾斯·雷博佐為首的投資者，後者則把俱樂部重新命名為可可羅布釣魚俱樂部。

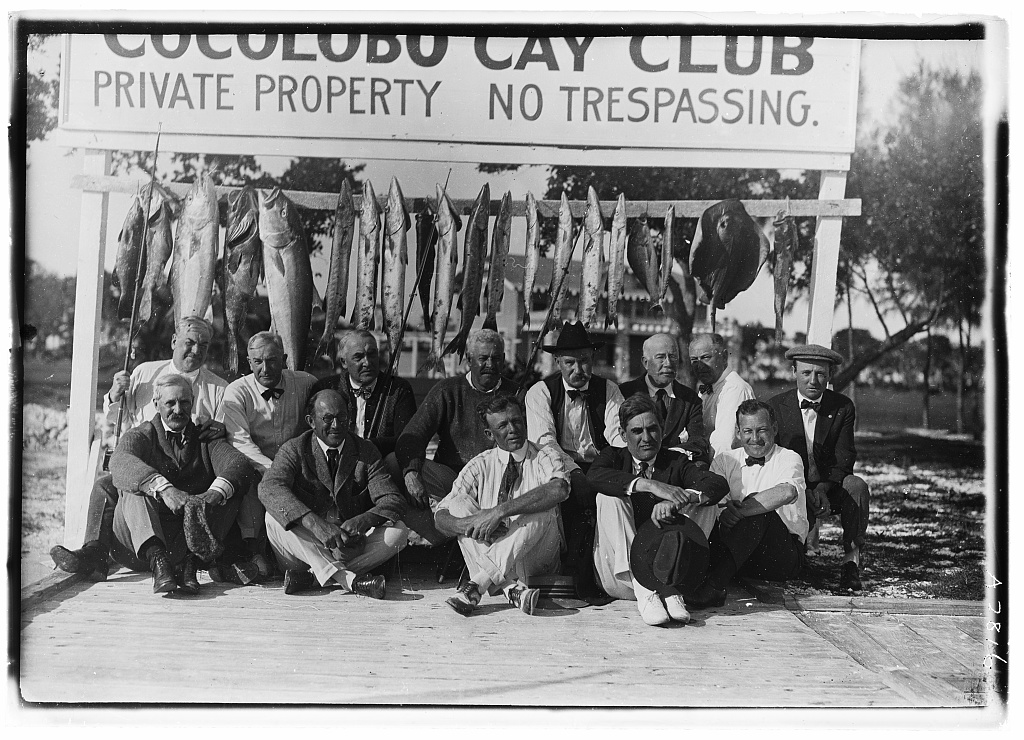
美國總統沃伦·盖玛利尔·哈定與一眾釣魚好友在可可羅布俱樂部的留影

冷戰期間，古巴流亡者在該區設立訓練場，為將來入侵菲德爾·卡斯特羅治下的古巴作準備。1960年代，中央情報局更在艾略特島訓練流亡者準備入侵豬灣，亦有傳局方在該處訓練刺客暗殺卡斯特羅。萊德伯里旅館（Ledbury Lodge）是艾略特島最大的設施，也是島上唯一一間酒店。1988年，一群古巴流亡者試圖在艾略特島進行模擬登陸演練，最後被捕。另外，流亡的委內瑞拉總統馬科斯·佩雷斯·希門內斯在索爾哲島保有一套房子，後來他於1963年被引渡回國。

### 擬議發展

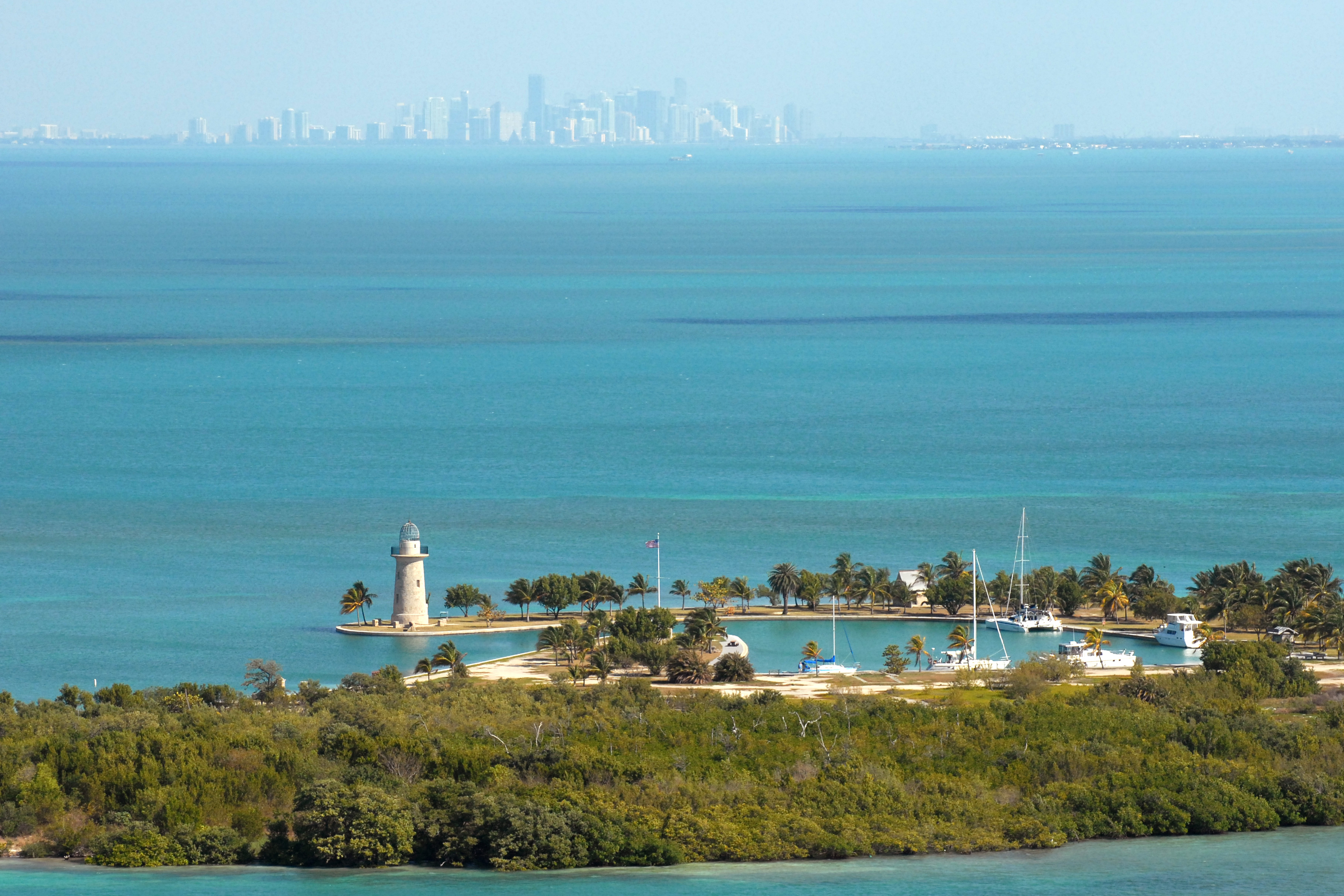
博卡奇塔島燈塔與邁阿密天際線

隨著邁阿密及其周邊地區的社區變得更為成熟和現代，開發商將目光投向南部的新項目。當時比斯坎島以南未開發的礁島屬於主要開發區。從1890年代開始，當地的利益集團推動修建通往大陸的堤道。其中一項建議是修建高速公路，接駁位於大礁島上的跨海公路，藉以連接比斯坎灣群島和北部已發展的堰洲島。與此同時，為了滿足南佛羅里達的工業發展需求，人們開始在土地用途問題上角力，一方希望建設住宅和休閒設施，另一方則支持修建工業和基礎設施。1960年12月6日，在支持開發的18位地區土地所有者中，有12人投票決定在艾略特島上興建新城市艾倫迪亞。該市成立初衷是希望鼓勵戴德縣政府改善通往艾略特島的交通，而那群土地所有者亦認為艾略特島是邁亞密海灘的潛在競爭對手。為了重啟被戴德縣規劃委員會放棄的堤道修建項目，該市居民遊說各方，甚至組成談判集團來吸引潛在開發商。
1962年，有人提議在比斯坎灣大陸海岸一側興建工業海港海戴德（SeaDade）。在億萬富翁兼航運巨頭丹尼爾·路德維希的支持下，提案包含一家煉油廠，還需要在海灣淺水區疏浚一條12（40英尺）深的通道，以便大型船舶進入煉油廠。1963年，佛羅里達電力公司宣布，計劃在土耳其角的未開發土地上建造兩座400兆瓦的燃油發電廠。
許多當地居民和政客均支持建造海戴德工業港，認為它會創造更多就業機會。然而，一群早期的環境保護主義者認為工業港建設成本太高，於是反對開發海灣，並組建安全進步協會（Safe Progress Association）。在環保組織艾薩克華爾頓聯盟地方分會主席洛依德·米勒（Lloyd Miller）和《邁阿密先鋒報》記者胡安妮塔·格林、阿特·馬歇爾（Art Marshall）的帶領下，反對工業化者提議設立國家公園，以保護珊瑚礁、島嶼、海灣。歷經初期懷疑，公園提案得到《邁亞密先鋒報》編輯、該州眾議員但納特·法賽爾、州長小克勞德·羅伊·柯克支持，一些具同情心的商人（例如小赫伯特·胡佛）亦出面遊說支持。
另一邊廂，艾倫迪亞的土地所有者支持以橋樑連接比斯坎島至大礁島等北邊礁島，又希望利用疏浚海戴德深水航道所產生的沉積物創造全新島嶼。儘管邁阿密地區的政界人士和佛羅里達州政府不支持路德維希的海戴德項目，但艾倫迪亞的居民卻支持這項目，並遊說各方支持開發。1968年，地方和國家在支持成立比斯坎國家紀念區一事上達到前所未有的高度；當這項提案看似成功時，艾倫迪亞的土地所有者推平島上森林，並在島中央修建了一條六車道寬、11（7英里）長的高速公路。居民表面上稱它為艾略特島大道（Elliott Key Boulevard），私下卻稱為「刁難公路」（Spite Highway），希望由此帶來的環境破壞會令設立國家紀念區一事功敗垂成。在熱帶氣候特徵的幫助下，森林在若干年後再度自然復育，現在艾略特島上唯一重要的遠足徑便是沿著昔日的艾略特島大道。

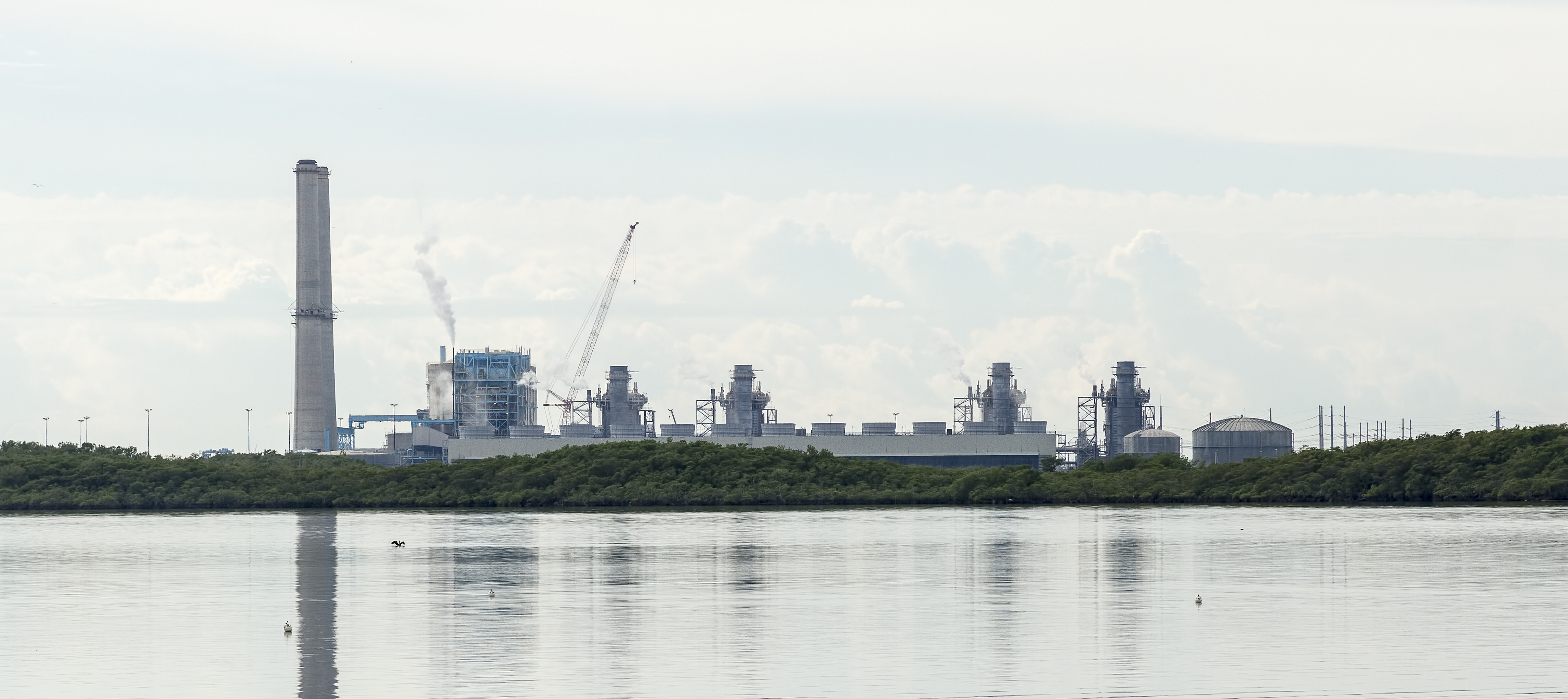
土耳其角核電站

土耳其角燃油發電廠於1967年至1968年間竣工。由於發電廠將高溫的冷卻水直接排入比斯坎灣，導致不少海草死亡。另外，佛羅里達電力公司在1964年宣佈在該地建造兩個693兆瓦的核反應堆，預計會加劇相關問題。比斯坎灣地勢較低，適合發電廠抽取大量海水作冷卻之用。公司後來與州政府和擁有冷卻水道所需土地的路德維希進行廣泛談判和訴訟，最終落實在發電廠南部建造閉環運河系統，核電機組在1970年代初開始運行。
在公園成立之前，部分區域曾用於休閒娛樂。在1950年代後期，戴德縣管理的霍姆斯特德海灣公園（Homestead Bayfront Park）在但納特法賽爾遊客中心現址為非裔美國人設立了「黑人專用」的隔離海灘。相關設施一直營運至1960年代初期，直至公共設施實行種族隔離的政策被廢除後才取消。

### 公園建立及沿革
歐內斯特·F·科伊是最早提出保護比斯坎灣的人，亦是大沼澤地國家公園的倡導者，曾建議大沼澤地國家公園應包含比斯坎灣及區內礁島、霍姆斯特德和佛羅里達市等內陸地區以及大礁島。經協商後，擬議的大沼澤地國家公園剔除了比斯坎灣、大礁島以及毗鄰的內陸延伸部分，而公園亦在1947年正式成立。當開發艾略特島的提案在1960年呈上時，米勒要求內政部長史都華·尤德爾派遣國家公園管理局偵察小組審查比斯坎灣一帶，以便將其納入國家公園系統。隨後，在小赫伯特·胡佛的財政幫助下，項目獲得了政治支持，當中最著名的支持者莫過於眾議員法賽爾。同一時間，艾略特島上有36公頃（90英畝）的區域已成為戴德縣公園系統的一部分。1966年，國家公園管理局發表題為《比斯坎國家紀念區提案》（Biscayne National Monument: A Proposal）的報告，擬議中的公園包含了佛羅里達州現存最好的熱帶森林區域，以及罕見的「陸地、海洋和兩棲生物」組合，還有重要的娛樂價值。報告同時指出，這個潛在公園最重要的優點是「清澈、波光粼粼的水域，海洋生物，以及比斯坎灣和大西洋的水下土地。這裡的淺水區是名副其實的仙境。」

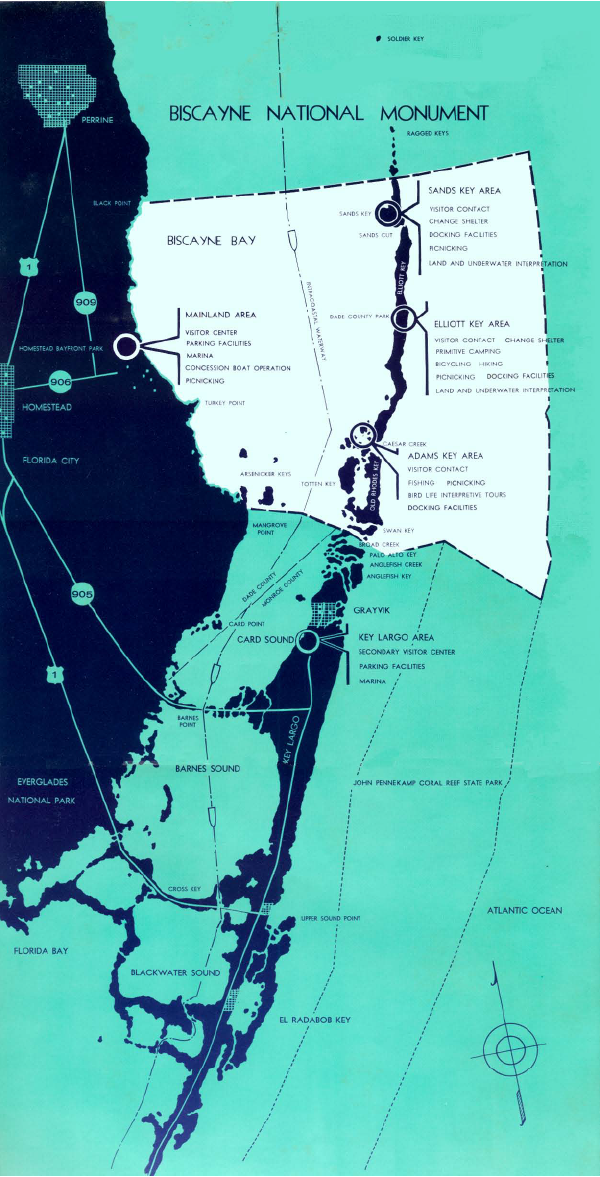
1966年擬議的比斯坎國家紀念區

1968年10月18日，總統林登·约翰逊簽署第90-606號公法，宣告成立比斯坎國家紀念區。1974年，紀念區根據第93-477號公法作首度擴張；1980年6月28日，總統约翰逊簽署第96-287號公法，將紀念區升格為國家公園。公園範圍隨之得到二次擴張，幾乎擴展至比斯坎灣，包含博卡奇塔島、破舊群島、「安全閥」淺灘地區，以及相應的近海珊瑚礁和比斯坎灣中部大部分地區。
首個將土地售予國家公園管理局的艾倫迪亞業主是蘭斯洛特·瓊斯，以及他兄弟亞瑟的遺孀凱瑟琳·瓊斯（Katherine Jones）。兩人以1,272,500美元出售土地，大約是潛在開發價值的三分之一。蘭斯洛特在70歲時獲得1.2公頃（3英畝）的終身地產。他亦經常拜訪駐紮在可可羅布礁俱樂部遺址的公園巡邏員，該俱樂部於1975年遭大火燒毀。園內另一處終身地產由美國東方航空經理保羅·坦尼希爾（Paul Tannehill）遺孀弗吉尼亞·坦尼希爾（Virginia Tannehill）持有。蘭斯洛特的房子由他自己、父親和其他兄弟一同建造，但於1982年被燒毀。在接下來的十年裡，他住在一間兩房棚屋內，在波吉島躲避颶風。但是，在1992年颶風安德魯到來之前，他永久地離開波吉島的家，房子後來亦被颶風摧毀。此後，蘭斯洛特一直留在邁阿密，直至1997年離世，享壽99歲。
國家紀念區的建立導致艾倫迪亞喪失了存在理由，市鎮發展隨即陷入困境。1989年，艾倫迪亞聘用新的警察局長，後者更向公園巡邏員表示他計劃在此區域執法的決定，促使國家公園管理局職員致電戴德縣州檢控官辦公室求証。1990年，辦公室在調查後確定，艾倫迪亞的所有選舉都屬於無效，因為選舉僅限於土地所有者，當地居民沒有投票權。最終，邁阿密-戴德縣委員會同意於2012年3月廢除艾倫迪亞的城市地位，恢復為非建制地區。
颶風安德魯嚴重破壞霍姆斯特德空軍基地，促使空軍考慮關閉基地，並將其轉移給邁阿密-戴德縣。該縣亦有興趣將該基地用於商業空中交通，以替代邁亞密國際機場。然而，環境影響研究指出，由此產生的飛行路徑需要飛越海灣，相關路徑與東邊公園的距離僅僅3.2（2英里），將會導致公園環境退化。1999年，空軍禁止在霍姆斯特德基地進行重大商業開發。
公園廣受划船者喜愛，導致事故發生率很高，部分甚至致命。哥倫布日週末更被形容為「全年最危險的週末」。在2002年至2011年間，便有六人在划船事故中喪命，同時船隻擱淺和亂扔垃圾亦嚴重破壞海床。雖然正式的划船比賽在公園外舉行，但艾略特島一帶仍成為不少參與者的聚集地。
2007年，土耳其角核電站增加了第五台以天然氣和石油為燃料的發電機組。2009年，佛羅里達電力公司提交申請，打算在土耳其角增設兩台1117兆瓦AP1000核反應堆。如果建成，土耳其角將會成為美國其中一所大型發電站。其他影響海灣的鄰近地區有邁阿密-戴德縣南部的農業用地，黑角公園邊界上的污水處理設施，以及鄰近的南邁阿密-戴德垃圾掩埋場。

## 歷史建築
雖然比斯坎國家公園大部分區域都是水域，但島上有著許多受保護的歷史建築和地區。另外，公園內的沉船也受到保護，公園近海水域則是受保護的歷史區。

### 海上棚屋

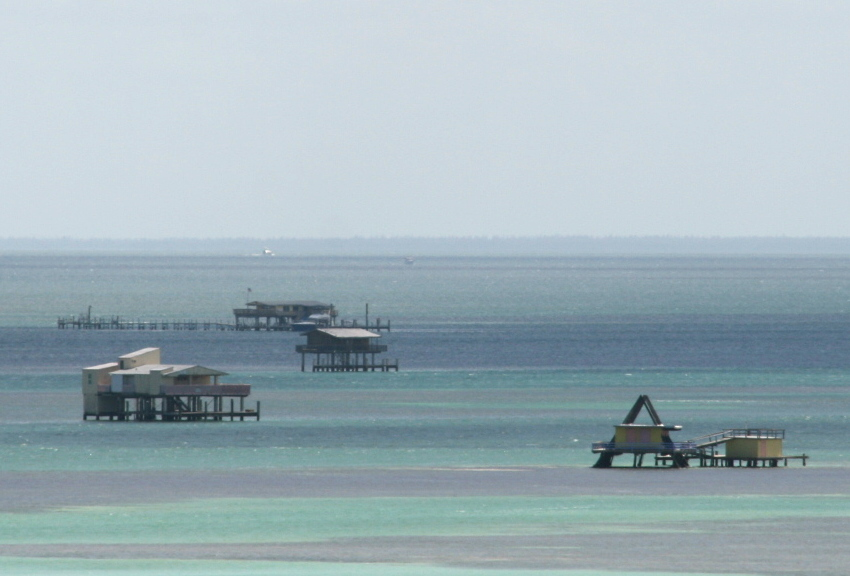
海上棚屋「斯蒂茨維拉」

海上棚屋「斯蒂茨維拉」由埃迪·「小龍蝦」·沃克（Eddie "Crawfish" Walker）於1930年代建立，當時是個建於比斯坎灣淺水區的小社區，距離比斯坎島不遠。在1960年代的鼎盛時期，斯蒂茨維拉由27座建築物組成；後來受到火災和颶風的影響，棚屋逐漸消失，到了2021年僅剩6座，全部都建於1970年代，換言之1960年代以前的棚屋已悉數被毀。這些棚屋在1985年被併入比斯坎國家公園，當時國家公園管理局同意履行現有租約至1999年7月1日。1992年，颶風安德魯摧毀了大部分斯蒂茨維拉。管理局已承諾保護現在無人居住的社區。自2003年開始，該處由信託機構保護和管理，用作過夜露營、教育設施和研究人員的住所。另一方面，公園與信託基金合作修復建築物，以支援園方的教育和解說服務，同時幫助展示公園海洋資源的豐富性。

### 其他建築
公園內有許多導航設備，以及一座類似燈塔的裝飾用建築。福伊礁燈塔建於1878年，由美國燈塔委員會設計、建造和管理，屬於骨架式鑄鐵結構，位於公園範圍內。2011年，燈塔入選《國家史蹟名錄》。2012年10月2日，國家公園管理局從美国海岸警卫队手上取得燈塔所有權，但燈塔仍由海岸防衛隊繼續維護。無人值守的太平洋礁燈塔（Pacific Reef Light）距離艾略特島約4.8（3英里），建於1921年。2000年，海岸防衛隊替換燈塔原本結構，並把燈籠放置在伊斯拉摩拉公園作展品。
實業家馬克·C·霍尼威爾是可可羅布礁俱樂部成員，他於1937年購入博卡奇塔島，並與妻子建造了許多建築物，包括小教堂、賓館、海堤和公用建築等。博卡奇塔燈塔（Boca Chita Lighthouse）建於1938年，位於小島北側的碼頭末端，以珊瑚岩建造，頂部裝有鐵絲燈籠。由於燈塔未獲海岸警衛隊和燈塔管理局許可，因此只能作裝飾用。在妻子離世後，霍尼威爾對小島興趣大減，最後於1945年把小島售出。1997年8月1日，小島以「博卡奇塔島歷史地區」名義錄入《國家史蹟名錄》。
其他歷史建築包括由以色列·拉法葉·瓊斯及其子共同發展、現已廢棄的種植園，以及位於艾略特島的斯威廷農場（Sweeting Homestead）。可是，與種植園和農場相關的框架結構，連同可可羅布礁俱樂部和博卡奇塔島上一些建築，均被火災和颶風摧毀。

## 生態
南佛羅里達是新北界和新熱帶界之間的過渡地帶，這裡生長著種類繁多的植物和動物。各界的交叉點為遊客帶來機會，讓他們看到北美其他地方沒有的物種，尤其是鳥類。比斯坎國家公園包含四個截然不同的生態系統，各自支持其自身的動植物群，同時又相互融合，形成了物種豐富的生態過渡帶。在這個亞熱帶環境中，季節主要以降雨來區分，並會明顯影響海灣鹽度。
公園是逾500種魚類，50多種甲殼動物，以及28種陸生和海洋哺乳動物的家園。園內亦棲息著超過100種軟體動物，例如各種雙殼綱、陸地和海洋蝸牛、海兔、海蛞蝓（Sea slug），以及兩種頭足綱動物加勒比礁章魚、加勒比礁魷魚。另外，海灣隱蔽且開闊的水域和外圍礁石群為候鳥在北美、加勒比群島和南美之間的路上提供休息區。秋季時，許多南行的陸鳥會停在比斯坎島北面的比爾巴格斯角佛羅里達州立公園，然後再冒險穿越比斯坎灣的開放水域。春季時，北行的鳥類亦會在艾略特島採用同樣策略。現時，研究人員在公園錄得約200種鳥類。小型雀形目候鳥以鶯科為主，包括橙頂灶鶯、草原林鶯、食蟲鶯、黑喉藍林鶯等。遷徙猛禽包括短尾鵟、紋腹鷹、灰背隼、游隼、燕尾鳶，白頭海鵰和則會在園內築巢。公園裡還棲息著白尾熱帶鳥、紅尾熱帶鳥、美洲紅鸛。

### 海岸線和紅樹林沼澤
大陸海岸線以草沼過渡帶為主，主要是生長在淺水區的美洲紅樹和黑皮紅樹，白紅樹則扎根於離水邊更遠的地方。這些樹木的氣根結構為螃蟹、魚類、涉禽提供庇護棲息地。紅樹林中的褐色水域是魚類、軟體動物和甲殼類動物幼蟲的溫床，在未成熟至可以前往開放水域之前，此處便是可供它們生存的庇護環境。每年紅樹林的落葉量約為每公頃4.5至9.0公噸（每英畝2至4短噸），為魚類、蠕蟲、甲殼類動物提供食物。由於樹葉中的碳會被動物吸收至體內，據估計，紅樹林沼澤的碳截存能力是陸地森林的兩至三倍。比斯坎灣的紅樹林是佛羅里達州東海岸最長的。沿岸和島上的紅樹林沼澤，連同海灣，構成了佛羅里達州東南部海洋生物的重要孵育地。

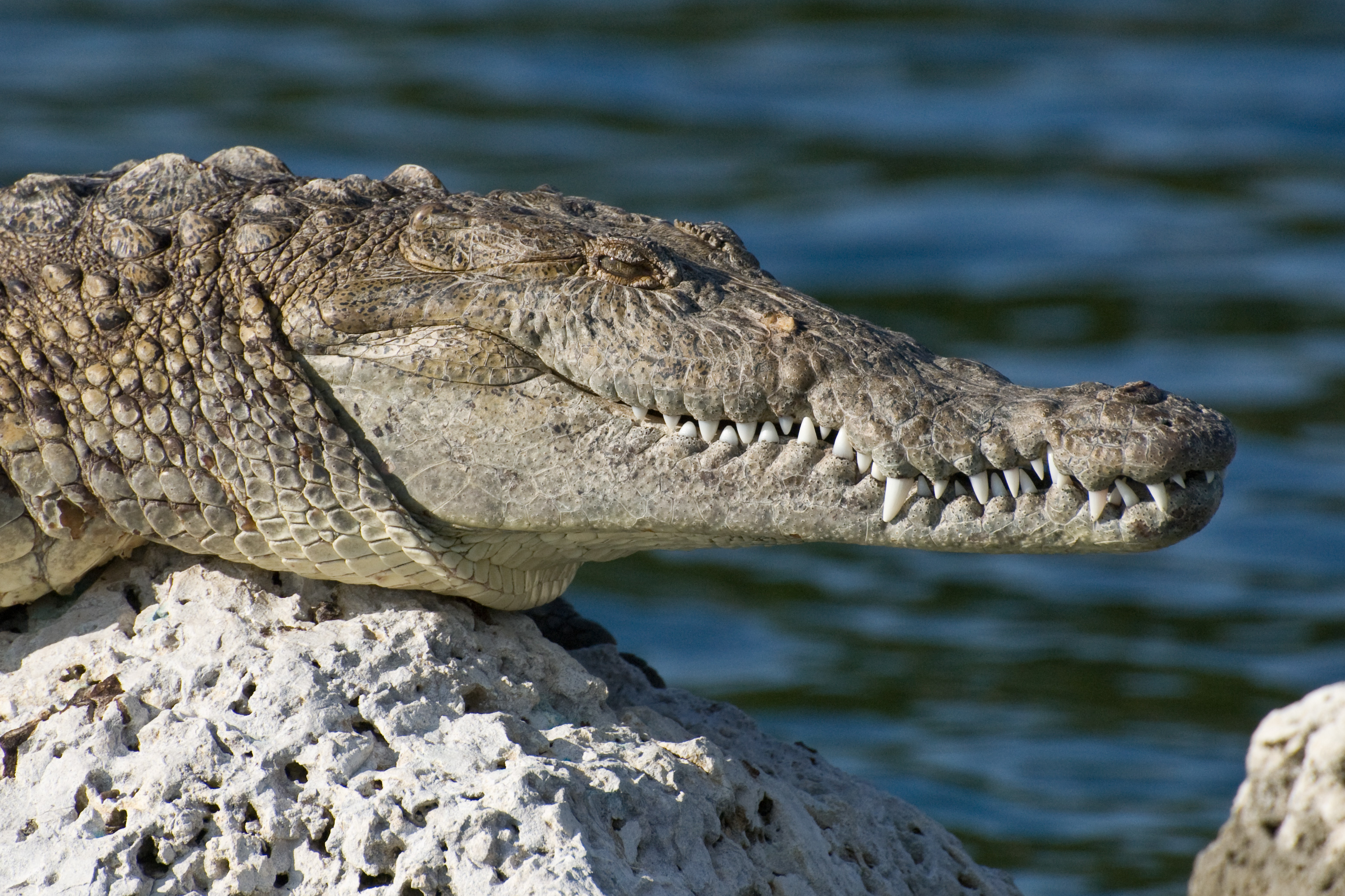
公園邊緣是美洲鱷的棲息地

隨著流入海灣的淡水被渠化，耐鹽的紅樹林漸漸從海岸擴展至內陸，並取代了淡水鋸齒草沼澤。位於內陸、鄰近公園西部邊界的L-31E沿海防風暴潮堤壩在將以往的淡水沼澤與水源隔離方面發揮重要作用。同時，潮汐水未能深入沿岸地區，限制了鹽和淡水生態系統之間的交流。
不少鳥類曾在海岸線一帶現蹤，包括黃頂夜鷺、呆頭伯勞、草原綠林鶯和其他濱鳥。紅樹美洲鵑是眾所周知難以觀察的物種，但牠們經常出沒於康沃伊角和黑角。公園亦擁有佛羅里達州其中一個大型紅樹美洲鵑種群。
公園邊緣是受威脅物種美洲鱷的棲息地。土耳其角核電站在後方靠近海岸的泥灰地上修建了數公里長的冷卻水道，該處水溫溫暖，為鱷魚築巢提供了近乎理想的環境，同時使核電站成為許多生活在公園裡的鱷魚的孵育場。雖然美洲鱷和美國短吻鱷均出沒在佛羅里達州最南端，但後者鮮於公園出沒，原因是美國短吻鱷主要棲息在內陸的淡水水域，而美洲鱷則生活在像比斯坎灣一樣鹹淡水混雜的河口灣。

### 海灣水域

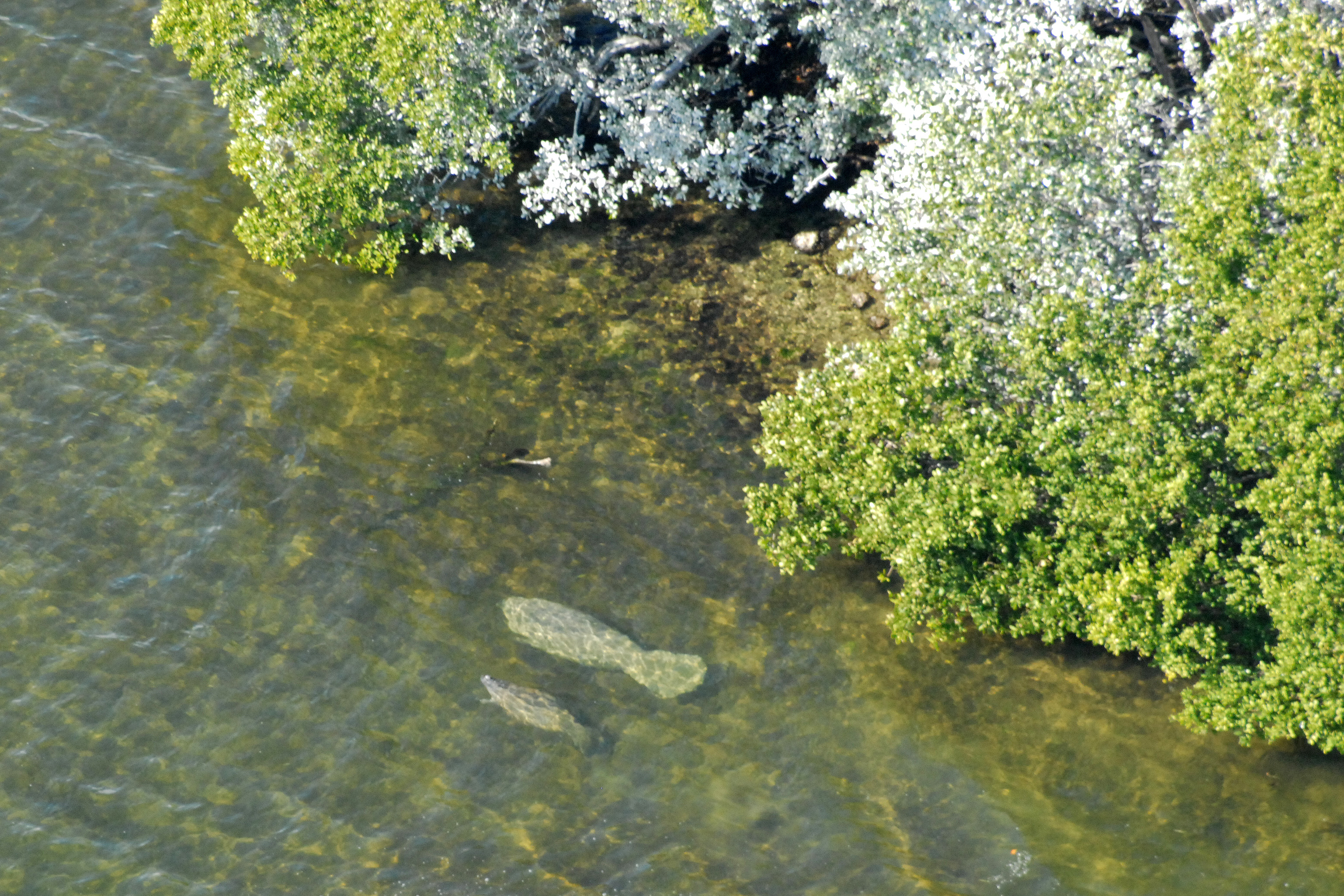
比斯坎灣的海牛

比斯坎灣的開闊水域棲息著以海草為食或相互捕食的魚類、軟體動物、甲殼類動物，亦是美洲蛇鵜、鸕鶿、潛水鴨等潛鳥的理想棲息地。海灣還為離開紅樹林帶庇護所的幼年海洋動物提供棲息地。另外，一支寬吻海豚的常駐種群生活在海灣內，西印度海牛則經常出沒於平靜水域。角鸕鶿全年均於海灣棲身，北方鰹鳥、美洲鵜鶘、普通潛鳥則於冬季現身。
比斯坎灣是個淺水潟湖，由於深度不足，它的垂直密度或鹽度梯度很小。海灣屬於水平密度梯度，而非垂直梯度，淡水從西側的排水渠流入，海水則自礁島縫隙和「安全閥」淺灘進入。海灣鹽度在六月達到頂峰。海灣鹽度模式的變化對以前為數眾多的物種（如紅擬石首魚）帶來負面影響。比斯坎灣和佛羅里達灣是黑緣石斑魚和灰笛鯛的主要繁殖地。海草無法生長於潟湖底部，卻棲息著海綿和軟珊瑚。公園生長著三種主要海草，分別是泰來草屬Thalassia testudinum、二藥藻屬Halodule wrightii、針葉藻屬Syringodium filiforme，共佔海灣總面積的64%。另外，川蔓藻生長在鹽度較低的運河和河流河口，瀕危的喜鹽草屬Halophila johnsonii則扎根在比斯坎灣中部的小塊區域。比斯坎灣的海草棲息地在中央海灣最為廣泛，大約75%的區域都被海草覆蓋。然而，海草草甸經常受到因船舶擱淺或螺旋槳旋轉所帶來的傷害。每年大約有200宗同類事件發生，而海草完全恢復生長需要長達15年的時間。公園水域允許商業拖網捕蝦作業，漁船會利用滾筒式拖網捕撈，雖然這類拖網不會傷害海草，但會傷害海綿和軟珊瑚。

### 礁島群

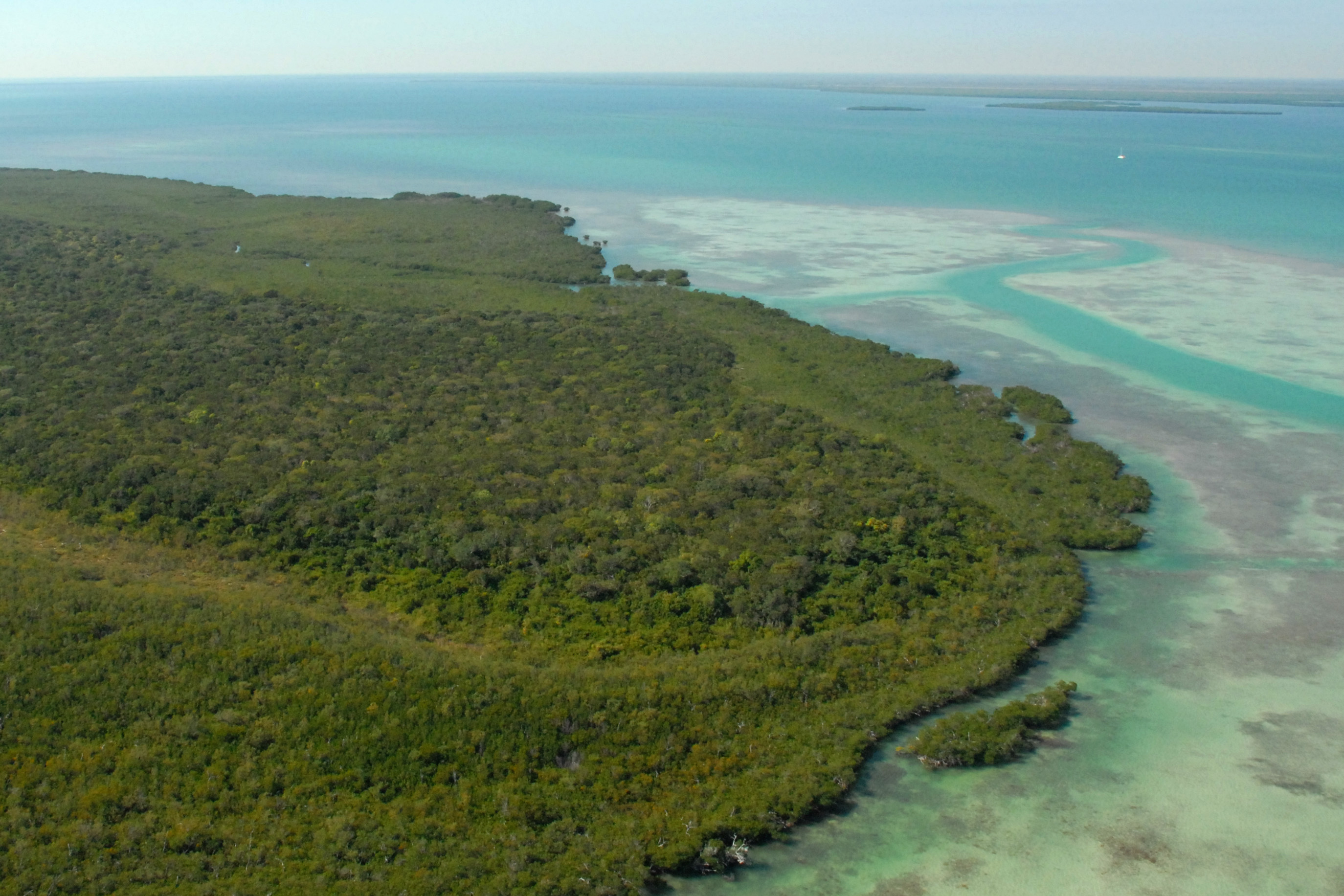
托頓島和珊瑚礁

艾略特島是公園內最大的島嶼，佔地670公頃（1,650英畝）；第二是老羅德島，面積270公頃（660英畝）；第三是桑茲島，面積170公頃（420英畝）；第四是托頓島，面積150公頃（380英畝）；第五是小托頓島，面積81公頃（200英畝）。而在大陸海岸線以東8.0—14.0（5—8.7英里）處，還有37個較小的島嶼呈南北向排列。靠北的島嶼屬於帶有岩石核心的堰洲島，靠南的則是由珊瑚岩構成。所有島嶼都被紅樹林環繞，島內長有亞熱帶植物和闊葉林，如苦木裂欖木、桃花心木、鐵木、海濱橄欖、欖果金葉樹。不少動物在島上生活，常見的有蚊子、澤兔、浣熊、大小老鼠、響尾蛇、各種蜥蜴，偶爾還有美洲鱷出沒。
礁島群屬於過渡區域，能吸引一些意想不到的鳥類在此棲身，通常是在大陸附近迷路的加勒比物種。島內生活著不少鶯科鳥類，以及其捕食者鷹科猛禽，沿海地區則是翻石鹬和姬滨鹬的棲息地。皇家燕鷗、笑鷗、環嘴鷗以及生活在近海的褐鵜鶘亦是常見鳥類。另外，厚嘴鴴會在博卡奇塔島上築巢，園方會在繁殖季節期間關閉築巢區以免遊客打擾。
各個島嶼海灘都是海龜的產卵地。赤蠵龜是公園最常見的海龜，園內幾乎所有的巢穴都屬於牠們。在多種因素影響下，赤蠵龜的生存備受威脅，為此公園工作人員會採取多項措施，積極協助海龜築巢，以及清除海灘上可能對成年海龜和幼龜造成障礙的碎屑。另一方面，園方又會定時監測海龜巢穴，安排巡邏隊調查和尋找築巢活動的跡象，並以鐵絲網覆蓋新發現的巢穴，以防止浣熊捕食。由於浣熊數量眾多，又會積極尋找海龜巢穴，因此園方只能採取持續監控來降低捕食水平。

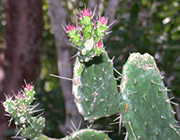
僅在公園範圍內發現的極危植物——旗號掌屬Consolea corallicola

島上長有極危的旗號掌屬Consolea corallicola，以及瀕危的薩氏櫻桃椰。前者被形容為「瀕臨滅絕」，有資料更指出這種仙人掌的數量已大幅減少至20株。2001年，非牟利組織區域保護研究所（The Institute for Regional Conservation）兩位成員在比斯坎灣某個小島上發現同類仙人掌的複製菌落，數量達570株，成為世界上已知的最大同類仙人掌種群。薩氏櫻桃椰唯一的自然種群生長在艾略特島，在1991年只有不到50株。在各方努力培育下，現時島上共有約200株薩氏櫻桃椰，數量一直保持穩定。
公園內亦有兩種瀕危蝴蝶棲息，分別是阿里斯鳳蝶和邁阿密藍蝶，主要分佈在艾略特島上。歸因於過度使用殺蟲劑、棲息地破壞、乾旱、颶風、非法捕獵，阿里斯鳳蝶的復育一直受阻。在2011年的調查中，研究人員發現共有35隻阿里斯鳳蝶生活在公園內，而全州數量只得41隻。2012年，調查人員再次統計阿里斯鳳蝶數量，發現只得5隻在園內出沒，數字遠低於上年，迫使美國魚類及野生動物管理局緊急批准針對阿里斯鳳蝶的捕捉和圈養繁殖計畫。為防阿里斯鳳蝶滅絕，多方機構共同合作，在島上收集蝶卵並送往佛羅里達大學，再在牠們幼年或成年時送回自然棲息地。2021年，研究人員和志願者發現阿里斯鳳蝶數量超過1,700隻，表明其種群數量增加了400多倍。邁阿密藍蝶同樣因颶風、棲息地破壞、低遺傳多樣性等因素而變得瀕危。1992年颶風安德魯過後，研究人員未能在南佛羅里達找到牠們的蹤影，一度以為牠們已經滅絕。但在1999年，研究人員在佛羅里達礁島群的巴伊亞翁達州立公園（Bahia Honda State Park）發現種群，大約50隻。2003年，佛羅里達自然歷史博物館實施邁阿密藍蝶的圈養繁殖計畫，圈養了逾2.5萬隻蝴蝶。研究人員先後在2009年和2016年於基韋斯特國家野生動物保護區和大白鷺國家野生動物保護區發現新種群，但巴伊亞翁達島的種群卻於2009年消失。除了上述兩種蝴蝶外，在礁島群棲息的瀕危動物還有東部靛藍蛇。

### 珊瑚礁和近海水域
在大西洋的礁島以外，海底逐漸傾斜，然後在幾乎連綿的珊瑚礁中上升。這片珊瑚礁由活珊瑚組成，是500多種珊瑚礁魚類以及軟體動物、甲殼類動物、蠕蟲的棲息地。此外，公園內所有珊瑚物種都受到聯邦或州政府法規保護。據估計，珊瑚礁覆蓋了公園大約一半面積，共有逾4000個單獨的塊礁和岸邊的堡礁區。而在海灣和近海水域附近，則發現數百種硬珊瑚和軟珊瑚、海葵、海綿。珊瑚礁可再細分為佛羅里達碳酸鹽地台邊緣的外礁，外礁和礁島群之間的塊礁，以及礁島兩側淺灘中的珊瑚礁。就近海珊瑚礁而言，水深約10（33英尺）的地方以麋角珊瑚為主，10米以下的地方則以鹿角珊瑚為主。向陸的塊礁主要由山形星珊瑚和對稱腦珊瑚組成，而礁島淺灘的珊瑚礁則以小明星珊瑚和濱珊瑚屬為主。
2012年《海洋科學通報》刊登的一篇文章指出，從1977年至1981年到2006年至2007年這段期間，公園珊瑚礁環境中所有魚類的物種豐富度和多樣性都在下降。更甚的是，抽樣計劃顯示此事並非個別事件，而是所有抽樣地點都出現下降跡象。研究人員認為，在整個佛羅里達珊瑚礁區觀察到的珊瑚礁覆蓋率下降與魚類物種的減少之間存在關聯。另外，游釣魚和未受捕撈壓力的魚類種群數量均出現下降。引致珊瑚減少的因素包括水域變暖、營養物污染以及船隻擱淺等。隨著珊瑚減少，藻類覆蓋率增加，導致在珊瑚上棲息的物種減少，草食性魚類數量則上升。除此之外，比斯坎灣總體鹽度增加和鹽度梯度變化也可能起到一定作用，同時魚類樣本亦發現多氯聯苯和汞污染。
公園東部邊界位於18（10英尋）水深的近海珊瑚礁隆起處。離岸更遠的珊瑚礁由佛羅里達礁島群國家海洋保護區保護，該保護區向東延伸相當於550（300英尋）深度的邊界。近海水域孕育著褐鵜鶘、麗色軍艦鳥、，牠們經常在近海燈火附近出沒，遠洋鳥類則有鸌和海燕。北大西洋露脊鯨、大翅鯨、抹香鯨、長鬚鯨、塞鯨均屬瀕危物種，甚少於近海現蹤。同樣瀕危且罕見於公園水域的還有櫛齒鋸鰩。受威脅的珊瑚物種則包括麋角珊瑚和鹿角珊瑚，以及在佛羅里達州被列為瀕危物種的支柱珊瑚。

### 外來物種
公園內長有逾50種外來植物，其中近20種被認定是有害物種，可能會取代原生植物並改變生態平衡。在眾多外來植物之中，巴西肖乳香、鋪地黍、腎蕨、恆春黃槿對原生植物群落構成最高風險。另外，逾40種外來動物亦於公園棲息。常見的外來動物包括美洲鬣蜥、芒腹冠蜥、海蟾蜍、黑鼠、獅子魚、地圖魚、火蟻。獅子魚是種來自印度洋-太平洋海域的熱帶魚，以貪婪的胃口和在新水域立足、迅速取代其他物種的能力而聞名。牠們是食肉動物，以小型甲殼類動物和魚類為食，而且牠們不是大西洋水域的原生動物，因此天敵很少。曾經有研究人員推測，此物種應該是在1992年颶風安德魯吹襲期間被引入公園，但後來撤回這一說法。另一個可能來源是水族館人員把成魚和魚卵傾倒至大西洋。後來出現的獅子魚則可能來自公園南部佛羅里達礁島群的成熟種群。緬甸蟒亦屬入侵物種，牠們通常出沒在公園的大陸邊界沿線，可能源於人類圈養。

## 休閒
比斯坎國家公園地處亞熱帶氣候，全年陽光充足。冬季通常乾燥溫和，偶爾會有鋒面帶來風和小雨，是公園的旅遊旺季。夏季天氣炎熱潮濕，時常出現雷暴和颶風，蚊蟲亦變得活躍，故遊客人數較少。公園總部和唯一的但納特法賽爾遊客中心設於大陸一側的康沃伊角（Convoy Point），艾略特島上亦設有護林站。雖然大部分遊客是自行乘坐私人船隻進入公園，但康沃伊角是所有陸上休閒活動的樞紐。遊客中心設有博物館，透過各式展品向遊客展示公園四個生態系統。另外，中心在1997年起設立公園社區藝術家計劃，並於2002年營運畫廊，供一些受到公園和南佛羅里達美景啟發的藝術家展出其作品，藉此提高遊客對國家公園的認識和管理。
公園不設過夜住宿服務，但在艾略特島和博卡奇塔島上設有兩個營區，均屬全年開放、先到先得。遊客只能乘船前往營區，而且島上沒有任何服務提供。艾略特島營區擁有40個海濱和森林露營地，同時設有團體露營地，提供帶水槽和冷水淋浴的洗手間、野餐桌、烤架。營區亦提供飲用水，但供水系統偶爾會出現故障。博卡奇塔島營區甚受遊客歡迎，設有39個海濱和草地露營地，同樣供野餐桌、烤架等設施，但洗手間不設水槽和淋浴，亦沒有飲用水提供。遊客只能在指定位置搭建帳篷，不能在公園其他地方進行荒野露營。除了艾略特島的團體露營地外，遊客不得於露營地地面生火。公園設有數條步道。鄰近康沃伊角的康沃伊角棧橋步道（Convoy Point Jetty Walk）單程長約640（0.4英里），沿途設有10個站點，每個均附有相關資訊和圖像。艾略特島上的刁難公路自然步道（Spite Highway Nature Trail）單程長約9.7（6英里），貫穿全島，遊客可藉此穿越棲息著蝴蝶的亞熱帶森林。博卡奇塔島亦設有一條長約800（0.5英里）的步道。

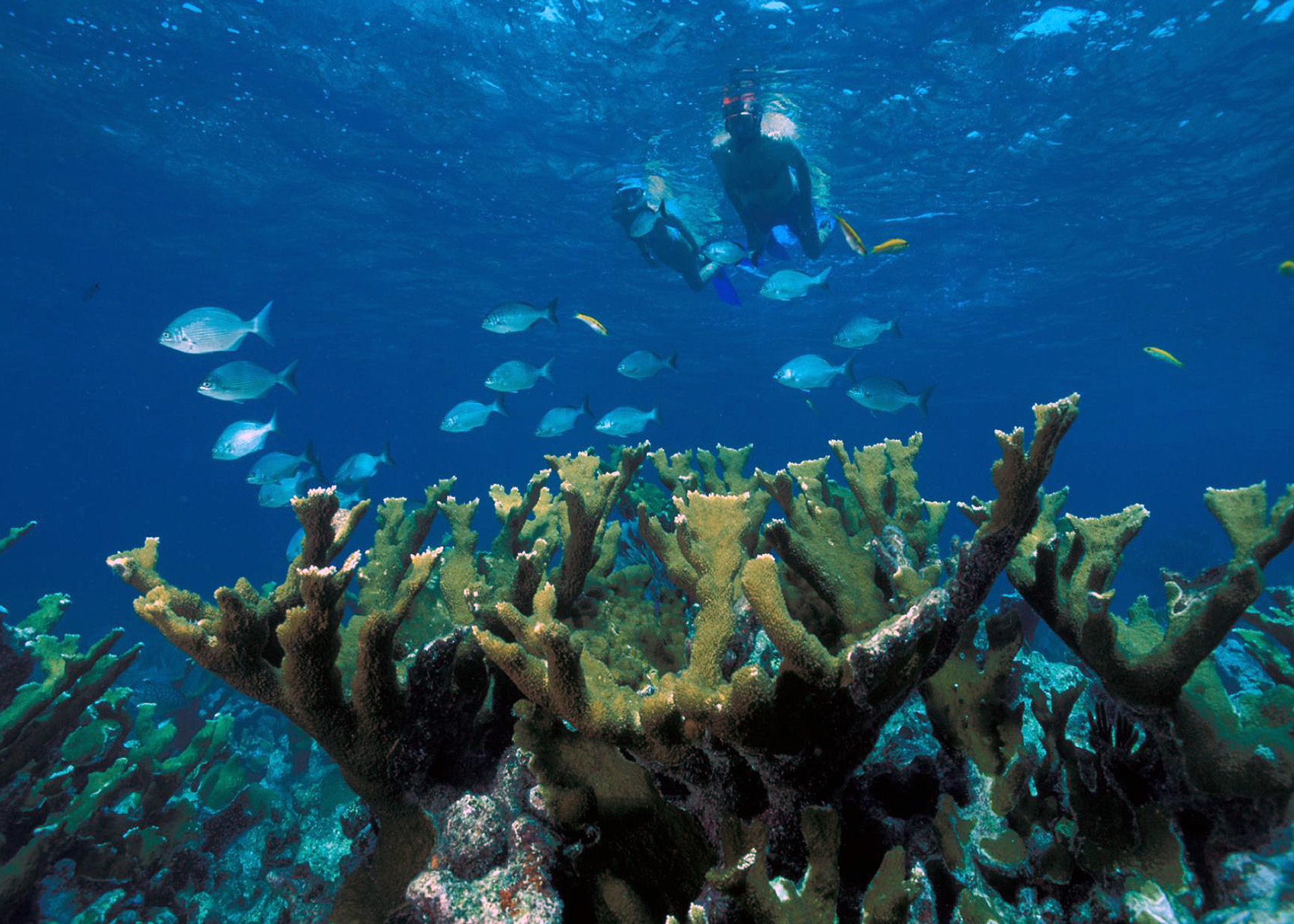
浮潛是園內其中一項受歡迎的休閒活動

公園絕大部分地方只能通過私人或特許船隻到達。遊客可於園內進行划艇、滑浪風帆、釣魚、水肺潛水、浮潛等活動。邁阿密-戴德縣在公園附近經營四個碼頭，分別是位於公園總部以南的霍姆斯特德海灣碼頭，鄰近公園中西部邊界的黑角碼頭，公園北部附近的馬西森漢默克公園碼頭，以及位於比斯坎島北部的克蘭登公園碼頭。遊客可以乘坐或小帆船遊覽公園水域，但須遵守慢速區的規定，以及時刻注意水避免擱淺。園內禁止遊客使用小型噴射快艇等水上電單車。遊客亦可在公園水域內划獨木舟或皮艇，從而探索紅樹林海岸線和瓊斯潟湖周圍淺灘。公園不提供租賃服務，遊客須自行攜帶獨木舟或皮艇，並可以在遊客中心免費下水。雖然划艇愛好者可能會喜歡穿越11（7英里）寬的比斯坎灣，前往艾略特島和博卡奇塔島，但園方不建議遊客在惡劣天氣或水情時嘗試渡灣。除此之外，遊客可以參加由比斯坎國家公園研究所提供的乘船遊覽服務（從遊客中心出發），或者由其他特許經營者舉辦的風箏衝浪課程或團體觀光活動。
公園內有著超過50艘沉船，以及世界第三大堡礁的一大部分，這些元素使公園成為美國其中一處最佳的水肺潛水和浮潛目的地。海事遺產步道（Maritime Heritage Trail）是國家公園管理局系統中唯一一條水下考古步道，由多艘沉船和福伊礁燈塔組成。其中，厄爾金號（Erl King）、艾麗西亞號（Alicia）、盧加諾號（Lugano）都適合水肺潛水，其他地點則適合浮潛。園方亦提供由巡邏員引領的浮潛之旅。雖然公園是由聯邦指定，但比斯坎灣內的釣魚活動由佛羅里達州管轄。遊客可於公園範圍內釣魚，但須持有佛羅里達州發出的釣魚牌照。國家公園管理局對於釣魚區域和釣獲魚類均有明確限制。另外，公園比斯坎灣大部分區域與佛羅里達州管理比斯坎灣-卡德灣龍蝦保護區（Biscayne Bay-Card Sound Lobster Sanctuary）重疊，該區禁止任何捕撈龍蝦活動。遊客可以在保護區以外的水域收穫龍蝦，但須符合佛羅里達州魚類和野生動物保護委員會制定的捕魚規定。
觀鳥方面，康沃伊角和黑角是大陸上兩處較佳的觀鳥地點，但遊客可於瓊斯潟湖、艾略特島、博卡奇塔島觀察到更多海鳥。

## 外部連結
- 比斯坎國家公園官方網站 （页面存档备份，存于）（英文）